# مزاب
مزاب یک منطقه طبیعی در شمال صحرای بزرگ آفریقا در استان غردایه الجزایر است. این منطقه در ۶۰۰ کیلومتری جنوب الجزیره واقع شده‌است و تقریباً ۳۶۰٬۰۰۰ نفر (تخمین سال ۲۰۰۵) جمعیت دارد.
این مکان در سال ۱۹۸۲ در میراث جهانی یونسکو به ثبت رسید.